# Natália Makedonová
Natália Makedonová, Natália de Lemeny-Makedonová (Pozsony, 1950. július 17. – Zólyomlipcse, 1998. december 4.) szlovák publicista és kiadó.

## Élete és munkássága
Szülővárosában végezte el a középiskolát. A volt Csehszlovákiában első asszonyként jógaórákat tartott, ezoterikával kapcsolatos könyveket fordított. Német- és jógatanárként dolgozott. 1991-ben Natajoga néven saját kiadót alapított, amelyben többek között saját könyveit is megjelentette: Német nyelv gyerekeknek és Gravidjóga – fájdalommentes szülés. 1997–1998-ban megírta az Örök törvények című háromrészes művét, melyet az olvasók nagy érdeklődéssel fogadtak. Natália a könyv befejezése után 1998 végén hirtelen elhalálozott.

## Művei
- Večné zákony 1, 2, 3 – Nové evanjelium.[3] Örök törvények 1., 2., 3. – Új evangélium

### Magyarul
- Natália de Lemeny-Makedonová: Örök törvények. Új nemzedék; ford. Papp Péter; Madách-Posonium, Pozsony, 2000

## Fordítás
- Ez a szócikk részben vagy egészben  a   Natália Makedonová című szlovák Wikipédia-szócikk ezen változatának fordításán alapul.  Az eredeti cikk szerkesztőit annak laptörténete sorolja fel. Ez a jelzés csupán a megfogalmazás eredetét és a szerzői jogokat jelzi, nem szolgál a cikkben szereplő információk forrásmegjelöléseként.